# 日本卵蛤
日本卵蛤（学名：Pitar nipponicum），是帘蛤目帘蛤科卵蛤属的一种。主要分布于中国大陆，常栖息在潮下带、水深10-50米浅海细沙底质。